# Hanko Open 1989
L'Hanko Open 1989 è stato un torneo di tennis facente parte della categoria ATP Challenger Series nell'ambito dell'ATP Challenger Series 1989. Il torneo si è giocato a Hanko in Finlandia dal 17 al 23 luglio 1989 su campi in terra rossa.

## Vincitori

### Singolare
Aki Rahunen ha battuto in finale  Andres Võsand con il punteggio di 6–2, 6–0

### Doppio
Per Henricsson /  Nicklas Utgren hanno battuto in finale  Torben Theine /  Srinivasan Vasudevan con il punteggio di 7–5, 6–7, 6–4